# NGC 2115
NGC 2115 is een spiraalvormig sterrenstelsel in het sterrenbeeld Schilder. Het hemelobject werd op 4 januari 1837 ontdekt door de Britse astronoom John Herschel. Het sterrenstelsel bevindt zich in de buurt van NGC 2115A.

## Synoniemen
- ESO 205-6
- AM 0550-503
- IRAS05501-5036
- PGC 18001